# Arthur Joviano
Arthur Joviano (Barra Mansa, janeiro de 1862 - Rio de Janeiro, 14 de dezembro de 1934) foi um educador, jornalista e escritor.

## Biografia
Filho de José Fernando Joviano e Anna Leocádia Joviano, Arthur Joviano nasceu em Barra Mansa, mas iniciou sua carreira em Minas Gerais. Sua primeira profissão foi de tipógrafo, levando-o a se tornar editor do jornal A Folha, de Barbacena. Em Belo Horizonte fundou e dirigiu os jornais Diário de Minas, o Jornal do Povo e a Folha Pequena.

### Carreira na Educação
Em 1906 desenvolveu o Programa do Ensino, ao determinar instruções específicas para aula de leitura, apresentando um novo método que poderia ensinar a ler para que fossem atingidos os objetivos do ensino primário — combater o analfabetismo, ensinando um maior número de crianças a ler e a escrever. Arthur Joviano se baseou em experiências científicas, principalmente dos psicólogos, o que no início do século dava credibilidade à informação, a fim de explicar que a aprendizagem da leitura e da escrita era ideal no primeiro ano da idade 
escolar, considerando que essas aprendizagens se prestavam vantajosamente nessa idade, na qual “mais intensa se manifestam as tendências para o brinquedo e para a coleção”. Seu método parece ser uma resposta à modernização pretendida nos discursos sobre o método analítico. A concretização deste método encontra-se no livro Primeira Leitura, de sua autoria, produzido em Minas Gerais, em 1907, como resposta às críticas empreendidas aos silabários. Esta obra foi elaborada no período em que Arthur Joviano era Inspetor dos Grupos Escolares de Belo Horizonte. É também autor de outros livros didáticos tais como Colleções de Cadernos de Caligrafia, Língua Pátria (em três volumes), Composição (cinco volumes) e Prática do Método Analítico de Sentença. Em 16 de julho de 1907 foi um dos fundadores do Instituto Histórico e Geográfico de Minas Gerais.
De Belo Horizonte transferiu-se para o Rio de Janeiro como Inspetor Técnico do Ensino, tornando-se posteriormente Superintendente da Instrução Pública do Distrito Federal, onde viveu até seus últimos dias.

### Vida Pessoal e Morte
Arthur Joviano casou-se com Francisca da Rocha, tendo diversos filhos, entre eles Rômulo Joviano, chefe de Chico Xavier na Fazenda Modelo da Inspetoria Regional do Serviço de Fomento da Produção Animal, na cidade de Pedro Leopoldo.
Foi abolicionista e propagandista da República quando residiu em Barbacena, defendendo seus ideais mesmo após a implantação do sistema em 15 de novembro de 1889.
Morreu no Rio de Janeiro, em 14 de dezembro de 1934.